# Stand van de maan
Stand van de Maan is een Nederlandse documentaire uit 2004 van regisseur Leonard Retel Helmrich. De rolprent ging op 6 januari 2005 in première.
De documentaire gaat over drie generaties mensen uit dezelfde christelijke familie die leven in het grootste moslimland ter wereld, Indonesië. Een zoon van de oudere vrouw aan het hoofd van de familie voelt zich genoodzaakt moslim te worden, omdat zijn aanstaande vrouw dat is; dit ondanks het feit dat hij graag alcoholische drank drinkt. De oude vrouw verlaat de grote stad en gaat weer in haar geboortestreek wonen.

## Schrijvers
- Leonard Retel Helmrich
- Hetty Naaijkens-Retel Helmich

## Prijzen
- Joris Ivens Award - Amsterdam International Documentary Film Festival
- Jury Award - Full Frame Documentary Film Festival
- Kristallen Film - Golden and Platin Film Nederland
- Humanitarian Award - Hong Kong International Film Festival
- Grand Jury Prize - Sundance Film Festival